# 李英杰 (1957年)
李英杰（1957年11月—），男，汉族，河南夏邑人，中华人民共和国政治人物，曾任河南省政协副主席，中国国民党革命委员会中央委员会常务委员、河南省委主委，第十一、十二、十三届全国人大代表。

## 生平
2018年2月24日，当选为第十三届全国人大代表，任期5年。2023年，卸任河南省政协副主席职务。